# Astraptes fulgerator
Astraptes fulgerator ist ein Schmetterling (Tagfalter) aus der Familie der Dickkopffalter (Hesperiidae).

## Merkmale

### Falter
Die Flügelspannweite der Falter beträgt 48 bis 61 Millimeter. Vorder- und Hinterflügel haben auf Ober- und Unterseite eine braune bis schwärzliche Grundfarbe. Arttypisch ist ein großes metallisch blau schillerndes Feld an der Wurzel der Vorderflügel. Im Mittelfeld hebt sich ein deutlicher weißer Querstreifen ab. Der Thorax schillert ebenfalls metallisch blau.

### Raupe, Puppe
Ausgewachsene Raupen sind meist schwarz-gelb geringelt. Die Unterseite ist kastanienbraun. Der Kopf ist mit kurzen rotbraunen Haaren versehen.
Die Puppe ist schwarzbraun und weiß überpudert.

## Systematik
Hebert et al. führten Untersuchungen nach der DNA-Barcoding-Methode an Museums-Exemplaren von Astraptes fulgerator durch und kamen zu dem Ergebnis, dass es sich um einen Komplex von wenigstens zehn Arten handelt, die weitgehend sympatrisch vorkommen. Eine genitale Divergenz war jedoch nicht auszumachen. Langjährige Beobachtungen in Costa Rica ergaben außerdem Gegensätze bei der Bevorzugung unterschiedlicher Ökosysteme. Auch zeigten sich Unterschiede bei den Nahrungspflanzen der Raupen sowie deren Färbungen.
Brower kritisiert die Methode von Hebert et al. und kommt nach eigener Überprüfung mittels des Neighbor-Joining-Algorithmus, Populations-Analysen, der Kladistik sowie statistischer Methoden zu dem Ergebnis, dass es sich um mindestens drei, jedoch nicht mehr als sieben bisher unbekannte Arten handelt.
Inwieweit es sich aufgrund der obigen Untersuchungen bei Astraptes fulgerator um Unterarten oder eigenständige Arten handelt, bedarf weiterer Klärung.

## Verbreitung und Vorkommen
Das Verbreitungsgebiet der Art erstreckt sich von Texas Richtung Süden bis nach Argentinien. Astraptes fulgerator besiedelt bevorzugt subtropische Wälder.

## Lebensweise
Die Falter fliegen in Südtexas das ganze Jahr hindurch in mehreren Generationen. Sie saugen gerne an Blüten oder Exkrementen. Die Raupen ernähren sich von Kreuzdorngewächsen (Rhamnaceae). Für Texas wird beispielsweise Karwinskaia humboldtiana als Nahrungspflanze genannt.

## Unterarten
- Astraptes fulgerator fulgerator (Walch, 1775)
- Astraptes fulgerator azul (Reakirt, 1866)

## Belege